# Theatrum Statuum Sabaudiae
Il Theatrum Statuum Sabaudiae è la raccolta di immagini delle dimore, chiese, luoghi, facenti parte degli Stati di Savoia alla fine del XVII secolo.

## Descrizione
Impresa editoriale senza precedenti e iniziativa promozionale ante-litteram, il Theatrum Statuum Regiae Celsitudinis Sabaudiae Ducis, Pedemontii Principis, Cypri Regis fu il risultato dell'ambizioso progetto intrapreso dal duca Carlo Emanuele II di Savoia negli anni sessanta del Seicento, perseguito sino al compimento negli anni ottanta dalla duchessa reggente Maria Giovanna Battista di Savoia Nemours. L'opera fu stampata nel 1682 ad Amsterdam, presso l'editore e cartografo Joan Blaeu.
La pubblicazione è nata sicuramente come manifesto politico del duca di Savoia, per far conoscere alle comunità ed alle corti europee il livello raggiunto dai suoi possedimenti.
Costituito da due grandi volumi, il Theatrum contiene 145 tavole, con commenti in lingua latina, relative alle città ed alle terre del Ducato, che all'epoca comprendeva Piemonte, Valle d'Aosta, Savoia e Nizza marittima.
 I testi che accompagnano le tavole sono opera del gesuita e scrittore Emanuele Tesauro (1592-1675) o dello storico Pietro Gioffredo (1629-1692).
Il primo volume contiene carte geografiche, ritratti, dediche e vedute della capitale, con piazze, edifici civili e religiosi, ville e castelli e strutture di difesa dello Stato. Seguivano le immagini delle certose e delle abbazie.
Il secondo volume presentava le vedute delle principali città del ducato, le terre della Savoia, del Vercellese e delle altre zone che lo componevano.
L'Archivio Storico della Città di Torino ne possiede un rarissimo esemplare a colori pervenuto con l'acquisizione della Collezione Simeom e affidò negli anni 1983-1984 a Luigi Firpo la pubblicazione, per la prima volta integrale, del corpus iconografico del Theatrum Sabaudiae.

## Galleria d'immagini

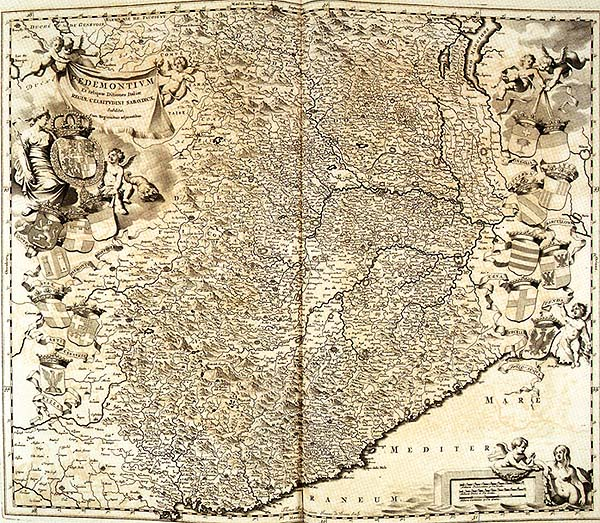
Piemonte
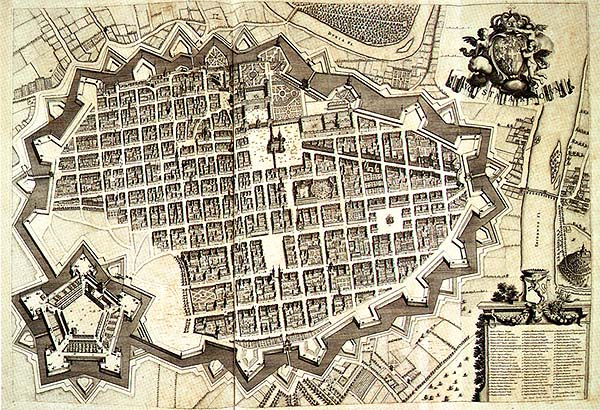
Torino
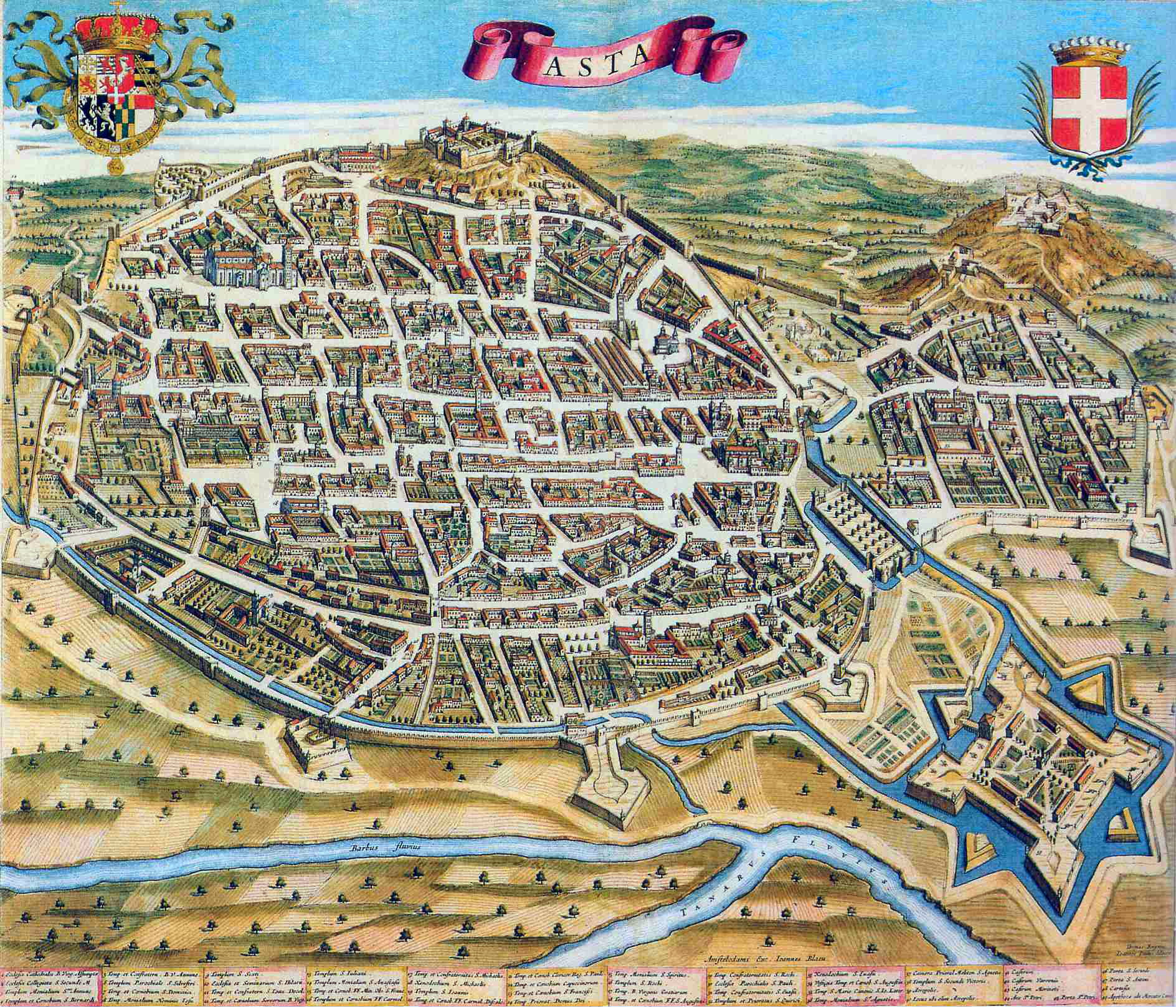
Asti
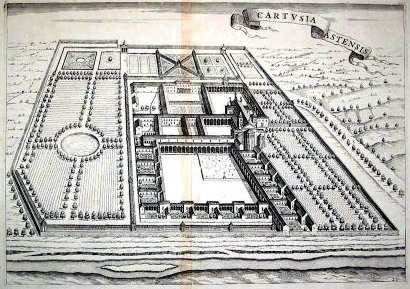
Certosa di Valmanera